# Iso Sluijters
Iso Sluijters (Eindhoven, 24 juli 1990) is een Nederlands handbalspeler die sinds 2021 uitkomt voor het Zwitserse GC Amicitia.

## Biografie
Sluijters doorliep de jeugdopleiding bij PSV Handbal en ging hierna spelen bij BFC. Bij BFC debuteert hij op het allerhoogste niveau handbal in Nederland. Na één seizoen bij BFC vertrekt Sluijters naar E&O. Sluijters debuteert in het nationale team op 13 januari 2009 tegen Oostenrijk. Na twee seizoenen bij E&O gaat Sluijters naar BM Alcobendas, dat uitkomt in de hoogste Spaanse competitie; Liga ASOBAL. Vanwege financiële problemen bij de club vertrok Sluijters voor enkele maanden naar HC Erlangen, dat uitkomt in de Duitse 2. Handball-Bundesliga. Hierna heeft hij één seizoen bij SDC San Antonio gespeeld en vervolgens bij Limburg Lions. In januari 2012 vertrek Sluijters Limburg Lions per direct om bij Elverum Håndball te spelen. Voordat hij in 2016 voor het Poolse Górnik Zabrze ging spelen, was hij voor twee seizoenen actief bij de Duitse club TV Emsdetten.
In juni 2021 werd bekend dat Sluijters zijn contract bij Górnik Zabrze niet liet verlengen, in juli 2021 werd bekend dat hij zich aansloot bij het Zwitserse GC Amicitia.
Na het WK 2023 stoot Sluijters zijn interlandcarrière af